# Steroïdallergie
Steroïdallergie is een allergie voor corticosteroïden, medicijnen die van prednisolon zijn afgeleid. Meestal gaat het hierbij om een type IV allergie: het vertraagde type. De allergie kan eczeemklachten op de huid veroorzaken. Corticosteroïd-zalven worden vaak voorgeschreven om eczeem te behandelen. Als iemand voor de gebruikte zalf allergisch is, zal de zalf dus averechts werken.

## Diagnose
- Aan steroïdallergie kan gedacht worden, als eczeemklachten niet verbeteren of zelfs verslechteren bij gebruik van steroïdzalf. De diagnose kan gesteld worden met plakproeven, waarbij de verdachte stof 2 dagen op de huid wordt aangebracht. Meestal worden deze op de 3e of 4e dag afgelezen. Bij steroïden kan de allergische reactie nog later optreden, en pas na een week zichtbaar worden.
- In de Europese standaardreeks zijn tixocortolpivalaat (0,1% in vaseline) en budesonide (0,01% in vaseline) opgenomen (sinds 2000)[1]. Deze gelden als indicator voor een steroïdallergie. Als voor beide geen reactie optreedt is steroïdallergie onwaarschijnlijk.

## Kruisovergevoeligheid
Mensen die allergisch zijn voor één corticosteroïde, zijn nog weleens allergisch voor meer corticosteroïden. Hierin zijn groepen te onderscheiden, welke genummerd worden van A tot D2. Als iemand allergisch is voor een corticosteroïde uit groep A, kunnen stoffen uit de groepen B tot D2 vaak wel gebruikt worden. Deze groepsindeling is deels op theoretische gronden; vaak kan allergie slechts voor 1 middel worden aangetoond. Zie hiervoor de NVDV folder steroïdallergie (externe link).